# Michel Germain (Dom)
Pour les articles homonymes, voir Michel Germain et Germain.

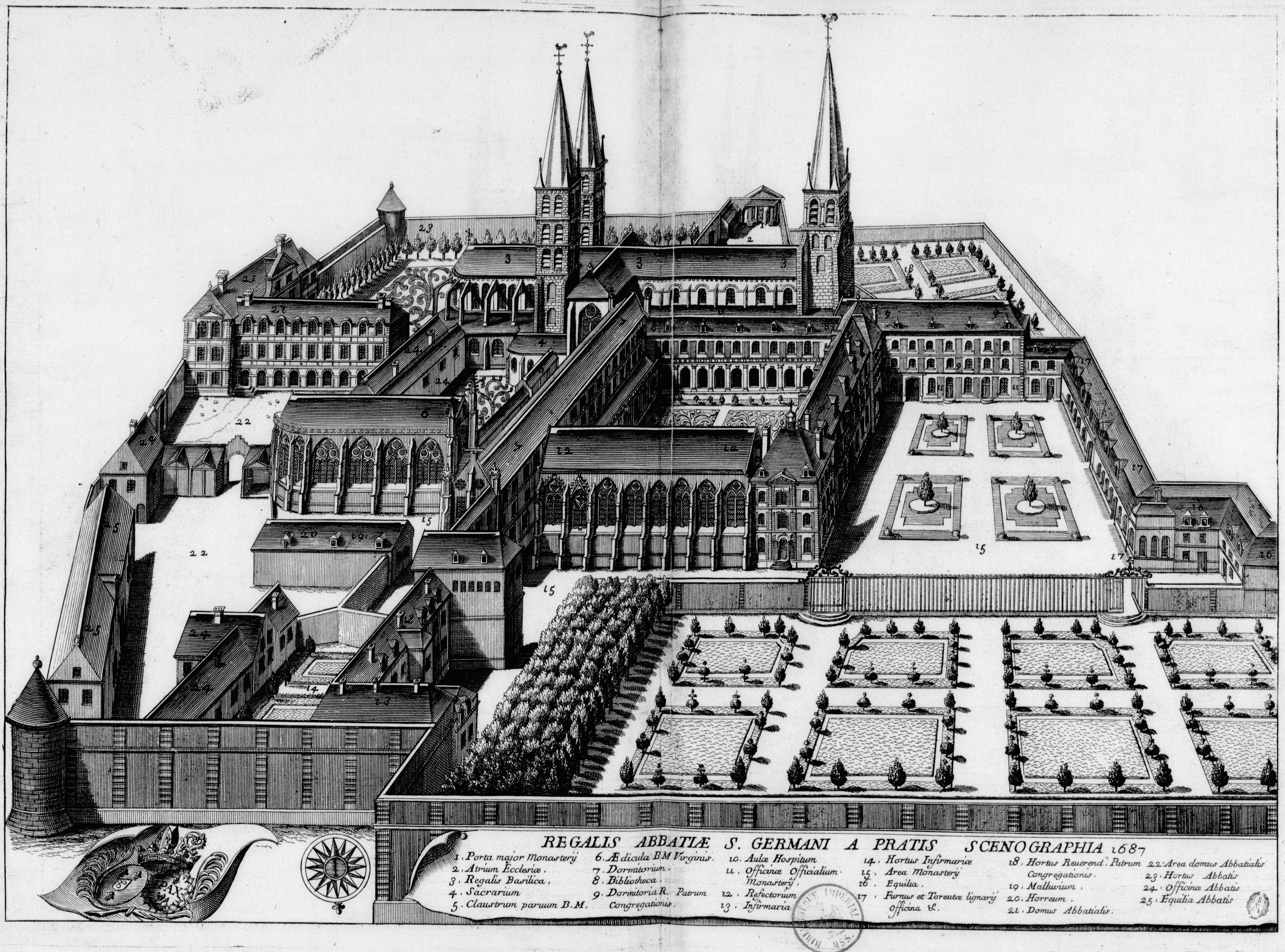
Plan de l'ancienne Abbaye de Saint-Germain-des-Prés en 1687, Monasticon Gallicanum.

Michel Germain né à Péronne le 28 août 1645 et mort le 23 janvier 1694, est un moine de la congrégation bénédictine réformée de Saint-Maur, érudit et historien français, principalement connu comme étant le créateur du Monasticon Gallicanum.

## Biographie
Dom Michel Germain a fait profession en l'abbaye de Saint-Rémi de Reims le 19 octobre 1663.
Après ses études de philosophie et de théologie, il est affecté à Paris, à l'abbaye de Saint-Germain-des-Prés, vers 1675, et s'attache alors à son confrère dom Jean Mabillon, qu'il accompagne durant ses voyages en Allemagne et en Italie.
Lorsqu'il meurt en 1694, la plupart des notices du Monasticon Gallicanum étaient rédigées et des planches étaient gravées.

## Œuvre
- Monasticon Gallicanum, XVIIe siècle.

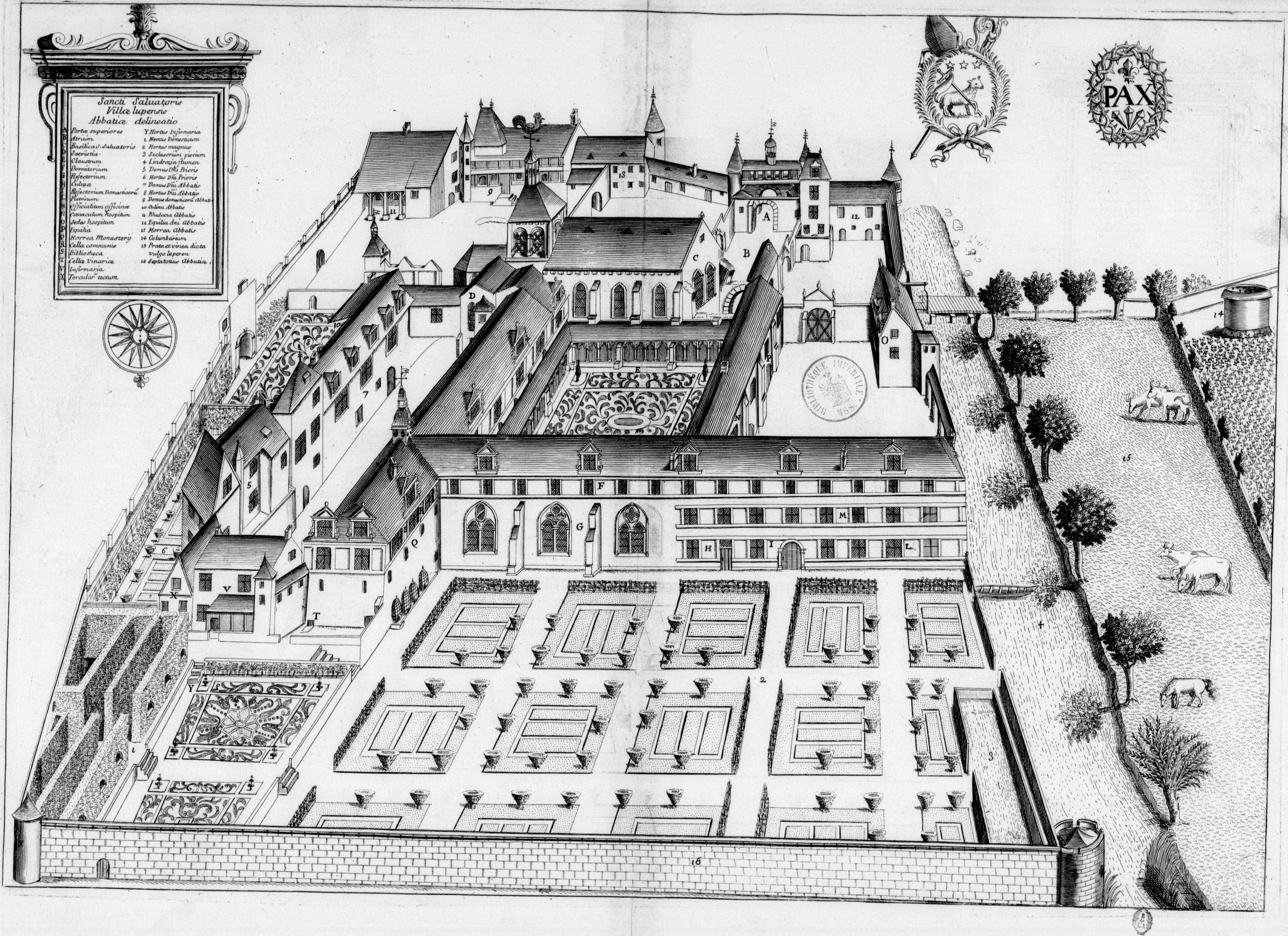
Plan de l'ancienne abbaye Saint-Sauveur de Villeloin au XVIIe siècle, Monasticon Gallicanum.

- Histoire de l'abbaye royale de N.D. de Soissons, de l'ordre de Saint-Benoit, divisé en quatre livres, avec les preuves et plusieurs titres tirez des archives de cette abbaye, composée par un religieux bénédictin de Saint-Maur, Paris, J.-B. Coignard, 1675.
- L'Histoire du Tronchet, mss, (BnF, Blancs-Manteaux).